# Boeing Rotorcraft Systems

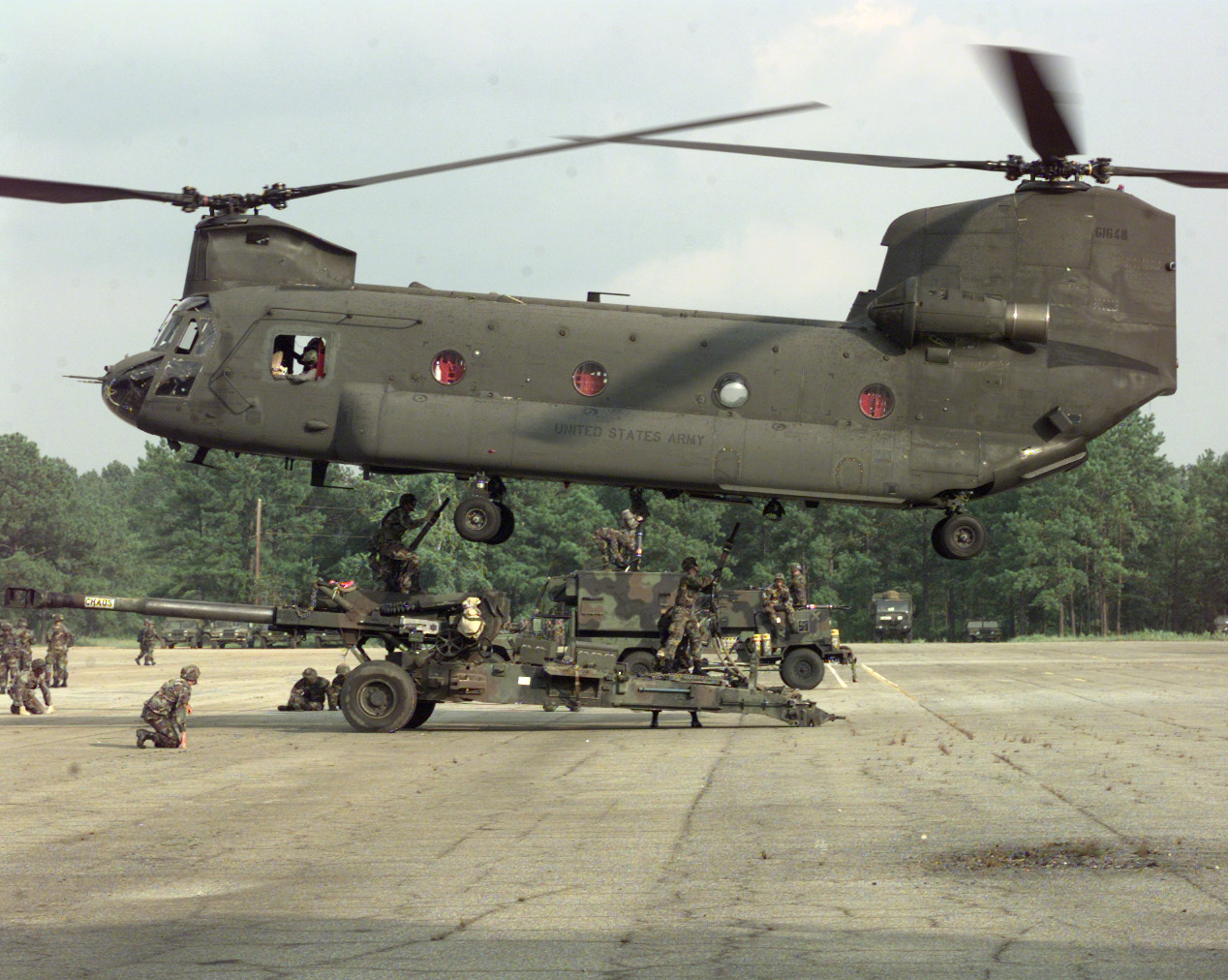
Boeing Vertol CH-47 Chinook

Boeing Rotorcraft Systems (колишня назва Boeing Helicopters, а до цього Boeing Vertol) — колишня назва американського виробника літальних апаратів, зараз відома як Мобільний підрозділ Boeing Military Aircraft,, підрозділ Boeing Defense, Space & Security. Штаб-квартира і головний вертолітний завод розташовані у Рідлі-Парк, Пенсильванія, передмісті Пенсильванії. Виробництво ударних вертольотів Apache у Меса, Аризона, колишній частині Rotorcraft Systems, зараз ведеться у  Global Strike Division які входять до складу Boeing Military Aircraft.

## Історія

### Створення
Boeing Helicopters були створені як Boeing Vertol коли компанія Vertol Aircraft Corporation (колишня Piasecki Helicopter) з Мортона, Пенсильванія була придбана Boeing у 1960; назва Vertol є абревіатурою від Vertical Take Off and Landing (Літак вертикального злету та приземлення). Іншими назвами підрозділу у різні роки були «Boeing Aircraft Company, Vertol Division» та «Boeing Philadelphia». Компанія створила і випускала CH-46 Sea Knight та CH-47 Chinook. Назву змінили на Boeing Helicopters у 1987, а сучасна назва була введена у 2002.
Коли Boeing об'єднався з McDonnell Douglas, колишні розробки Hughes Helicopters у Меса, Аризона, були розміщені у Boeing Helicopters. Через півтора року Boeing продав цивільну лінію вертольотів MD Helicopter Holdings Inc., непряме дочірнє підприємство голландської компанії, RDM Holding Inc.
До грудня 2006 Columbia Helicopters з Аврори, Орегон замовив сертифікат типу на Boeing Vertol 107-II і Boeing Model 234 Commercial Chinook у Boeing. Columbia Helicopters шукали сертифікованого виробника деталей з можливим випуском ПК для виробництва літальних апаратів.

### Громадський транспорт
Протягом більшої частини 1970-х років, Boeing Vertol увійшов на ринок залізничного рухомого складу в спробі зберегти фінансовані урядом контракти в результаті війни у В'єтнамі. У цей час, Boeing Vertol випускав транспортну систему у Моргантауні для університету Західної Вірджинії, моторний вагон серії 2400 для метрополітену Chicago 'L'  і  швидкісний трамвай (позначений як Boeing LRV). Це була остання спроба стандартизувати легкорейковий транспорт представлений федеральним управлінням транспорту, що призвело до припинення виробництва залізничної проблеми через чисельні проблеми. Це коштувало Boeing і двом покупцям, транспортному управлінню затоки Массачусетс і муніципальним залізничним дорогам Сан-Франциско, мільйони і призвело до передчасного списання транспортних засобів.
Хоча вагони метро компанії були добрими, компанія не продовжила вагонний бізнес, як і конкуренти, через низьку ціну на контракти, тому що після війни у В'єтнамі через нарощування військового потенціалу військові контракти стали набагато вигіднішими.

## Продукція Boeing Vertol

### Гвинтокрили
- AH-6 Little Bird (отримано після злиття Boeing з McDonnell Douglas)
- AH-64 Apache (отримано після злиття Boeing з McDonnell Douglas)
- Boeing Model 234 Commercial Chinook
- Boeing Model 360 (повністю композитний, приватна розробка, демонстрація технології)
- Boeing Vertol 107-II
- Boeing Vertol XCH-62 (Model 301)
- Boeing Vertol YUH-61
- Boeing Vertol CH-46 Sea Knight
- Boeing CH-47 Chinook
  - Boeing Chinook (UK variants)
- V-22 Osprey (створений у співпраці з Bell Helicopter Textron)
- Boeing-Sikorsky RAH-66 Comanche
- Sikorsky-Boeing SB-1 Defiant

### Залізнична продукція
- US Standard Light Rail Vehicle (або Boeing LRV)
- Morgantown Personal Rapid Transit
- Boeing Vertol 2400-series Chicago «L»